# The Game Is Thick, Vol. 2
The Game Is Thick … Part 2 — одиннадцатый и последний записанный при жизни студийный альбом американского рэпера из Области залива Сан-Франциско Mac Dre, выпущенный 19 октября 2004 года. Альбом был выпущен всего за 13 дней до того, как неизвестный нападавший застрелил Mac Dre, когда тот ехал по автостраде в Канзас-Сити, Миссури. Название альбома и обложка отсылаются к релизу другого рэпера из Вальехо The MAC «The Game Is Thick» 1998 года. The MAC активно сотрудничал с Mac Dre до своей смерти в 1991 году.

## Список композиций
1. «Tha Introduction»
2. «Get Loud» (featuring Bad Business)
3. «Cutthoat Soup»
4. «Retro Dance Record»
5. «It Ain’t Funny» (featuring Rydah J. Klyde)
6. «Don’t Hate tha Playa»
7. «Cal Bear»
8. «Hotta Den Steam» (featuring PSD)
9. «Fedi’s Theme» (featuring Mob Figaz & Meezy Montana)
10. «4 Much» (featuring Yukmouth)
11. «Screw-E-Boo-Boo» (featuring Black Jesus)
12. «Stool Pigeon» (featuring Dubee)
13. «Same Hood» (featuring Vital)